# Audiodatei
Eine Audiodatei oder ein Audiofile (umgangssprachlich kurz Audio) ist in der Informationstechnik eine Datei, die zum Speichern, Bearbeiten, Übertragen und Wiedergeben von Schallereignissen, etwa Musik (dann auch als Musikdatei bezeichnet), Tönen, Geräuschen und gesprochener Sprache dient.

## Allgemeines
Unter dem Bestimmungswort „Audio-“ versteht man jede Medienart (Musik, Töne, Geräusche, Sprache), die der Mensch über das Ohr wahrnehmen kann. Dabei ist zu berücksichtigen, dass das Spektrum eines analogen Audiosignals breiter ist als das Spektrum eines Sprachsignals, denn beispielsweise sind in der Musik höhere und tiefere Töne enthalten als in der Sprache. Die heutige Digitaltechnik (Audio-, Foto-, Ton- und Videotechnik) ermöglicht eine sofortige Digitalisierung, so dass keine analogen Daten mehr anfallen (siehe IP-Telefonie, Voice Mail, Webcam). So entstehen aus den zuvor analogen Daten digitale Daten, die dann in Form einer Datei vorliegen.
Auf diese Weise lassen sich analoge Musik, Geräusche und Sprache in digitale Daten in Form einer Audiodatei konvertieren. Auch können analoge Bilder in Bilddateien, analoge Filme in Videodateien und analoge Texte in Textdateien umgewandelt werden.

## Dateiformate
Dateien sind Speichermedien, die je nach Inhalt bestimmte Dateiformate erfordern. Das Dateiformat definiert unter anderem Zugehörigkeit, Aufgabe und Klasse der Datei (Betriebssystemdatei oder Textdatei usw.). Das Dateiformat wird durch die Dateinamenserweiterung gekennzeichnet. Die wichtigsten Dateiformate für Audiodateien sind:
| Dateiformat                  | Dateiendung |
| ---------------------------- | ----------- |
| Advanced Audio Coding        | *.aac u. a. |
| Advanced Streaming Format    | *.asf       |
| SND                          | *.au        |
| Moving Picture Experts Group | *.mp3       |
| Opus (Echtzeitübertragung)   | *.opus      |
| RIFF WAVE                    | *.wav       |
| OGG-VORBIS                   | *.ogg u. a. |
| Windows Media Audio          | *.wma       |

Einige Formate enthalten zusätzliche Funktionen, so lassen sie zum Beispiel variable Bitraten zu oder können zusätzliche Informationen wie Interpret, Autor oder Musiktitel des Audioinhalts in sogenannten ID3-Tags speichern.

## Nutzung
Speicherung
Audiodateien können auf Datenträgern (wie z. B. CDs) gespeichert werden.
Bearbeitung
Mit Hilfe von Audioeditoren als Anwendungsprogramme können Audiosignale über Soundkarten bzw. angeschlossene analoge und digitale Schnittstellen (Wiedergabegeräte) digital aufgenommen, bearbeitet und wiedergegeben werden. Zur Verringerung der Dateigröße gibt es verschiedene Verfahren der Datenkompression durch Audiodatenkompression. Diese führt zu einem teilweise auch hörbaren Verlust der Klangqualität.
Datenübertragung
Die Datenübertragung über das Internet (durch Download bzw. Upload) ist kompliziert. Das Transmission Control Protocol (TCP) zerlegt eine zu versendende Datei in einzelne kleinere Datenpakete und versendet diese getrennt voneinander über das Internet. Dabei kann ein Datenpaket verschiedene Knotenpunkte im Internet (wie Hostrechner, Server) durchlaufen, weil an jedem Knotenpunkt der optimale Weg für das Paket neu bestimmt wird. Da unterwegs die ursprüngliche Reihenfolge nicht eingehalten werden muss, hat das TCP auch die Aufgabe, die ursprüngliche Reihenfolge beim empfangenden Endgerät wiederherzustellen. Das Internet Protocol (IP) regelt die korrekte Adressierung der Datenpakete, damit die im Internet angeschlossenen Computer eindeutig identifiziert werden können. Die Datenübertragung der digitalen Daten beginnt mit dem Upload beim Absender und endet mit dem Download beim Empfänger.
Wiedergabe
Die Wiedergabe kann entweder auf einem Computer oder durch spezifische Wiedergabegeräte erfolgen.